# Seznam portugalskih vladarjev
To je seznam portugalskih kraljev, ki so vladali od ustanovitve Portugalske kraljevine leta 1139 do depozita portugalske monarhije in nastanka Portugalske republike z revolucijo 5. oktobra 1910.
Skoraj 800 let, v katerih je bila Portugalska monarhija, so kralji imeli različne druge naslove in pretenzije. Dva kralja Portugalske, Ferdinand I. in Alfonz V., sta zahtevala tudi kastiljsko krono. Ko so Habsburžani prišli na oblast, so kralji Španije, Neaplja in Sicilije postali tudi kralji Portugalske. rodbina Bragança je portugalski kroni prinesla številne naslove, med njimi brazilskega kralja in nato de jure brazilskega cesarja.
Po propadu portugalske monarhije je leta 1910 Portugalska skoraj obnovila svojo monarhijo v revoluciji, znani kot Severna monarhija, čeprav je poskus obnove trajal le mesec dni pred uničenjem. Z Manuela II. smrtjo je veja Bragança Miguelist postala pretendent na portugalski prestol. Vse monarhistične skupine so jih priznale za portugalskega kralja.
Portugalski monarhi so vsi prišli od enega prednika, Afonza I. Portugalskega, toda neposredne linije so se včasih končale. To je privedlo do tega, da so na Portugalskem vladale različne kraljeve rodbine, čeprav so vse imele portugalsko kraljevsko linijo. Te rodbine so bile:
- Burgundijci (1139–1383)
- Avižani (1385–1581)
- Habsburžani (1581–1640)
- rodbina Bragança (1640–1910)

## Portugalska grofija
Alfonz VI. Leona in Kastilije je dal Portugalsko grofijo kot fevd za doto svoji izven zakonski hčerki Tereziji, ki je vladala skupaj z možem Henrikom in nato skupaj s sinom Alfonzom. Grofica Terezija je vodila vojno s polsestro, leonsko kraljico Urako in neuspešno poskušala razširiti svojo grofijo in se osvoboditi leonskega suzerenstva. Portugalski grofi so bili:
- Terezija (1096–1126), hčerka leonskega kralja Alfonza VI.
- Henrik (1096–1112), iure uxoris, mož Terezije
- Alfonz (1112–1139), sin Terezije

## Kralji
Grof Alfonz se je okronal za kralja leta 1139. Od tedaj kralj Leona ni bil več suzeren Portugalske.

### Burgundijci
Portugalski Burgundijci, znani kot rodbina Afonsine, je bila ustanovna rodbina Kraljevine Portugalske. Pred neodvisnostjo Portugalske je hiša vladala fevdalni Portugalski županiji Kraljevine Galicije. Ko je Alfonz I. Henrik razglasil neodvisnost Portugalske, je družino iz skupne rodbine spremenil v kraljevo hišo, ki bo Portugalski vladala več kot dve stoletji.
- Alfonz I. (1139–1185)
- Sančo I (1185–1211), sin Alfonza I.
- Alfonz II. (1211–1223), sin Sanča I.
- Sančo II (1223–1248), sin Alfonza II.
- Alfonz III. (1248–1279), sin Alfonza II.
- Denis (1279–1325), sin Alfonza III.
- Alfonz IV. (1325–1257), sin Denisa
- Peter I. (1357–1367), sin Alfonza IV.
- Ferdinand I. (1367–1383), sin Petra I.

### Medvladje
Ferdinand I. je za svojo naslednico imenoval svojega edinega otroka, Beatrico, ki jo je poročil za kastiljsko-leonskega kralja Ivana I.. Ko je Ferdinand I. umrl, je med letoma 1383 in 1385 zgodila nasledstvena kriza. Beatrica in Ivan si nista uspela izboriti krone, ki jima portugalsko plemstvo ni hotelo prepustiti iz strahu pred ponovno aneksijo Leona. Upor proti Beatrice in Ivanu je vodil Ferdinandov polbrat Ivan, ki ga je plemstvo priznalo za kralja.

### Avižani
Avižani, znani kot rodbina Joanine, je nasledila Burgundijce kot vladajoča rodbina Kraljevine Portugalske. Rodbino je ustanovil Ivan I. Portugalski, ki je bil veliki mojster reda Avižanov. Ko je portugalski kralj Ivan II. umrl brez dediča, je portugalski prestol prešel k njegovemu bratrancu Manuelu, vojvodi Beja. Ko je portugalski kralj Sebastijan umrl, je prestol prestopil k njegovemu stricu, Henriku Portugalskem (morda ga bodo imenovali Henrik II., ker je bil Henrik, portugalski grof, oče Alfonza I. Portugalskega, prvi s tem imenom, ki je vladal Portugalski). Ko je Henrik umrl, se je zgodila nasledstvena kriza in António, prior Crato, je bil razglašen za Antónia Portugalskega.
- Ivan I. (1385-1433), sin Petra I.
- Edvard (1433-1438), sin Ivana I.
- Alfonz V. (1438–1481), sin Edvarda
- Ivan II. (1481–1495), sin Alfonza V.
- Manuel I. Srečni (1495–1521), sina sina Edvarda
- Ivan III. (1521–1557), sin Emanuela I.
- Sebastijan (1557–1578), sin sina Ivana III.
- Henrik (1578–1580), sin Emanuela I.
- Antonio (1580), sin sina Manuela I.; njegov status monarha je bil osporavan

Kralj Sebastijan je umrl v bitki, in nasledil ga je kardinal Henrik, brat njegovega deda. Kriza je bila neizbežna, ker je kralja Henrika papež Gregor XIII., združen s Habsburžani, zavrnil osvoboditi ga njegovih obljub in mu dovoliti poroko. Po Henrikovi smrti je na portugalskem izbruhnila državljanska vojna. Krono si je na koncu zagotovi kastiljsko-aragonski kralj Filip II. in I., ki je tako zavladal celemu Iberskemu polotoku.

### Habsburžani
Habsburžani, znani kot Filipova rodbina, je vladala Portugalski od leta 1581 do 1640. Rodbina se je začela z aklamacijo Filipa II. Španskega kot Filipa I. Portugalskega leta 1580, uradno ga je priznal leta 1581 portugalski Cortes iz Tomarja. Filip I. je prisegel, da bo Portugalski vladal kot kraljestvu, ločeno od njegovih španskih domen, pod osebno zvezo, znano kot Iberska unija.
- Filip I. (1580–1598), sin hčerke Emanuela I.
- Filip II. (1598–1621), sin Filipa I.
- Filip III. (1621–1640), sin Filipa II.

### Avižani-Bragança
Rodbina Bragança je na oblast prišla leta 1640, ko je Ivan II., vojvoda Bragança, trdil, da je zakoniti dedič ugasle hiše Avižanov, saj je bil pravnuk kralja Manuela I. Portugalskega. Ivan je bil razglašen za kralja Ivana IV. in je v portugalski osamosvojitveni vojni odstavil Habsburžane.
- Ivan IV. (1640–1656), prapravnuk Emanuela I.
- Alfonz VI. (1656–1683), sin Ivana IV.
- Peter II. (1683–1706), sin Ivana IV.
- Ivan V. (1706–1750), sin Petra II.
- Jožef (1750–1777), sin Ivana V.
- Marija I. (1777–1816), hčerka Jožefa
- Peter III. (1777–1786), iure uxoris, mož Marije I. in sin Ivana V.
- Ivan VI. (1816–1826), sin Marije I. in Petra III.
- Peter IV. (1826), sin Ivana VI.
- Marija II. (1826–1828), hčerka Petra IV.
- Mihael I. (1828–1834), sin Ivana VI.
- Marija II. (1834–1853), hčerka Petra IV.

### Rodbina Saška-Coburg in Gotha
Potomci kraljice Marije II. in njenega soproga, kralja Ferdinanda II. (nemški princ hiše Saška-Coburg in Gotha), so začeli vladati leta 1853. Portugalska zakonodaja in običaj jih je obravnaval kot člane Braganšanov, čeprav so bile še rodbine Saška-Coburg in Gotha. To je nekatere pripeljalo do tega, da so te zadnje štiri portugalske monarhe uvrstili med člane nove kraljeve družine, imenovane Braganšani-Saška-Coburg in Gotha, čeprav to stališče ni splošno.
- Ferdinand II. (1837–1853), iure uxoris, mož Marije II.
- Peter V. (1853–1861), sin Marije II. in Ferdinanda II.[3]
- Ludvik (1861–1889), sin Marije II. in Ferdinanda II.
- Karel (1889–1908), sin Ludvika
- Manuel II. (1908–1910), sin Karla[4]

## Po padcu monarhije
Leta 1932 je umrl zadnji kralj, Manuel II. Bil je zadnji potomec kraljice Marije II. rojen na Portugalskem. Ker so imele pravico do nasledstva krone samo osebe s portugalskim državljanstvom, je današnji pretendent Duarte Pio de Orléans e Bragança, potomec absolutističnega kralja in uzurpatorja Mihaela.